# Zerachiel
L'arcangelo Zerachiel ("Comando di Dio" oppure "Dio che comanda") è uno degli angeli primari.
Viene considerato un angelo guaritore dal potere di scegliere quale figlio destinare agli esseri umani.
In alcuni testi Zerachiel è colui che sceglie gli angeli custodi.